# مقاطعة موريس (رومانيا)
مقاطعة موريس هي مقاطعة في رومانيا، بلغ عدد سكانها 425,721 نسمة وذلك حسب إحصائيات سنة 1930، عاصمتها تارغو موريش، تبلغ مساحتها 6,714 كيلومتر مربع.

## التقسيمات الإدارية
- Rușii-Munți [الإنجليزية]‏
- Albești, Mureș [الإنجليزية]‏
- Bahnea [الإنجليزية]‏
- Cristești, Mureș [الإنجليزية]‏
- Band, Mureș [الإنجليزية]‏
- Vețca [الإنجليزية]‏
- Bogata, Mureș [الإنجليزية]‏
- Brâncovenești, Mureș [الإنجليزية]‏
- Zagăr [الإنجليزية]‏
- Cucerdea [الإنجليزية]‏
- Cuci, Mureș [الإنجليزية]‏
- Chețani [الإنجليزية]‏
- Fărăgău [الإنجليزية]‏
- Gălești, Mureș [الإنجليزية]‏
- Gănești [الإنجليزية]‏
- Bereni [الإنجليزية]‏
- Sâncraiu de Mureș [الإنجليزية]‏
- Sântana de Mureș [الإنجليزية]‏
- سيغيشوارا
- Luduș [الإنجليزية]‏
- Reghin [الإنجليزية]‏
- Sovata [الإنجليزية]‏
- Acățari [الإنجليزية]‏
- Adămuș [الإنجليزية]‏
- Aluniș, Mureș [الإنجليزية]‏
- Apold [الإنجليزية]‏
- Ațintiș [الإنجليزية]‏
- Batoș [الإنجليزية]‏
- Băgaciu [الإنجليزية]‏
- Băla [الإنجليزية]‏
- Bălăușeri [الإنجليزية]‏
- Beica de Jos [الإنجليزية]‏
- Bichiș [الإنجليزية]‏
- Breaza, Mureș [الإنجليزية]‏
- Chiheru de Jos [الإنجليزية]‏
- Coroisânmărtin [الإنجليزية]‏
- Cozma, Mureș [الإنجليزية]‏
- Crăciunești [الإنجليزية]‏
- Crăiești [الإنجليزية]‏
- Daneș [الإنجليزية]‏
- Deda, Mureș [الإنجليزية]‏
- Eremitu [الإنجليزية]‏
- Ernei [الإنجليزية]‏
- Fântânele, Mureș [الإنجليزية]‏
- Gheorghe Doja, Mureș [الإنجليزية]‏
- Ghindari [الإنجليزية]‏
- Glodeni, Mureș [الإنجليزية]‏
- Gornești [الإنجليزية]‏
- Grebenișu de Câmpie [الإنجليزية]‏
- Gurghiu, Mureș [الإنجليزية]‏
- Hodac [الإنجليزية]‏
- Hodoșa [الإنجليزية]‏
- Ibănești, Mureș [الإنجليزية]‏
- Iclănzel [الإنجليزية]‏
- Ideciu de Jos [الإنجليزية]‏
- Iernut [الإنجليزية]‏
- Livezeni [الإنجليزية]‏
- Lunca, Mureș [الإنجليزية]‏
- Lunca Bradului [الإنجليزية]‏
- Măgherani [الإنجليزية]‏
- Mica, Mureș [الإنجليزية]‏
- Miercurea Nirajului [الإنجليزية]‏
- Miheșu de Câmpie [الإنجليزية]‏
- Nadeș [الإنجليزية]‏
- Neaua [الإنجليزية]‏
- Ogra [الإنجليزية]‏
- Păsăreni [الإنجليزية]‏
- Pogăceaua [الإنجليزية]‏
- Râciu [الإنجليزية]‏
- Sângeorgiu de Pădure [الإنجليزية]‏
- Sânger [الإنجليزية]‏
- Sânpaul, Mureș [الإنجليزية]‏
- Sânpetru de Câmpie [الإنجليزية]‏
- Solovăstru [الإنجليزية]‏
- Stânceni [الإنجليزية]‏
- Suplac [الإنجليزية]‏
- Suseni, Mureș [الإنجليزية]‏
- Târnăveni [الإنجليزية]‏
- Șăulia [الإنجليزية]‏
- Șincai [الإنجليزية]‏
- Tăureni [الإنجليزية]‏
- Ungheni, Mureș [الإنجليزية]‏
- Valea Largă [الإنجليزية]‏
- Vătava [الإنجليزية]‏
- Viișoara, Mureș [الإنجليزية]‏
- Vânători, Mureș [الإنجليزية]‏
- Voivodeni [الإنجليزية]‏
- Zau de Câmpie [الإنجليزية]‏
- Chibed [الإنجليزية]‏
- Corunca [الإنجليزية]‏
- Sărățeni, Mureș [الإنجليزية]‏
- Mădăraș, Mureș [الإنجليزية]‏
- Papiu Ilarian [الإنجليزية]‏
- Pănet [الإنجليزية]‏
- Petelea [الإنجليزية]‏
- Răstolița [الإنجليزية]‏
- Saschiz [الإنجليزية]‏
- Sărmașu [الإنجليزية]‏
- Ceuașu de Câmpie [الإنجليزية]‏
- تارغو موريش
- Sângeorgiu de Mureș [الإنجليزية]‏
- Vărgata [الإنجليزية]‏.